# Agent Elvis
Agente Elvis (tradução do original Agent Elvis) é uma sitcom de animação adulta americana criada por Priscilla Presley, John Eddie e Mike Arnold para a Netflix que estreou em 17 de março de 2023. O show segue as façanhas de Elvis Presley (dublado por Matthew McConaughey), famoso astro do rock 'n roll que trabalha como agente secreto do governo dos Estados Unidos.

## Elenco
- Matthew McConaughey como Elvis Presley
- Kaitlin Olson como CeCe Ryder
- Johnny Knoxville como Bobby Ray, o melhor amigo de Elvis.
- Niecy Nash como Bertie
- Tom Kenny como Scatter, o chimpanzé viciado em drogas de Elvis.
- Don Cheadle como O Comandante

## Vozes Adicionais
- Fred Armisen como Charles Manson
- Ronnie Tutt como ele mesmo
- Asif Ali como Doyle
- Chris Elliott como Timothy Leary e Leary
- Jason Mantzoukas como Howard Hughes
- Priscilla Presley como ela mesma
- Baz Luhrmann como O Diretor
- Tony Cavalero como Flyboy
- Gary Cole como Presidente Nixon
- Ed Helms como Robert Goulet
- Christina Hendricks como Roxanne Ryder, a mãe distante de CeCe Ryder.
- Ego Nwodim como Zara
- George Clinton como ele mesmo
- Simon Pegg como Paul McCartney
- Craig Robinson como Jackie
- Kieran Culkin como Gabriel Wolf
- Tara Strong como vozes adicionais

## Episódios
| N° | Título                | Dirigido por              | Escrito por                                 | Lançamento          |
| -- | --------------------- | ------------------------- | ------------------------------------------- | ------------------- |
| 1  | O Retorno             | Fletcher Moules e Gary Ye | Priscilla Presley, John Eddie e Mike Arnold | 17 de Março de 2023 |
| 2  | Vegas Que Se F*da     | Gary Ye                   | Priscilla Presley, John Eddie e Mike Arnold | 17 de Março de 2023 |
| 3  | Terça Da Cocaína      | Gary Ye                   | Priscilla Presley, John Eddie e Mike Arnold | 17 de Março de 2023 |
| 4  | Delírio Total         | Gary Ye                   | Priscilla Presley, John Eddie e Mike Arnold | 17 de Março de 2023 |
| 5  | Densidade Máxima      | Gary Ye                   | Priscilla Presley, John Eddie e Mike Arnold | 17 de Março de 2023 |
| 6  | Ursinha               | Gary Ye                   | Priscilla Presley, John Eddie e Mike Arnold | 17 de Março de 2023 |
| 7  | Menta Do Magrebe      | Gary Ye                   | Priscilla Presley, John Eddie e Mike Arnold | 17 de Março de 2023 |
| 8  | Derretendo O Cérebro  | Gary Ye                   | Priscilla Presley, John Eddie e Mike Arnold | 17 de Março de 2023 |
| 9  | Desejo Ardente        | Gary Ye                   | Priscilla Presley, John Eddie e Mike Arnold | 17 de Março de 2023 |
| 10 | Boa sorte, Macaquinho | Gary Ye                   | Priscilla Presley, John Eddie e Mike Arnold | 17 de Março de 2023 |

## Recepção
O site agregador de críticas Rotten Tomatoes relatou um índice de aprovação de 68% com uma classificação média de 5,8/10, com base em 19 críticas. O consenso dos críticos do site diz: "A premissa de uma piada do agente Elvis não vai encher os espectadores de amor ardente, mas seu elenco de voz de estrelas e pura novidade criam uma comédia animada muito, muito bem." O Metacritic, que usa uma média ponderada, atribuiu uma pontuação de 65 em 100 com base em 9 críticos, indicando "avaliações geralmente favoráveis".